# Coppa delle Nazioni 1950
La Coppa delle Nazioni 1950 fu la 24ª edizione dell'omonima competizione di hockey su pista. La manifestazione venne disputata in Svizzera nella città di Montreux dal 20 al 21 aprile 1935 e fu organizzata dal Montreux Hockey Club. Il torneo fu vinto dalla nazionale inglese per l'8ª volta nella sua storia.

## Squadre partecipanti
- Germania Ovest
- Francia
- Inghilterra
- Italia B
- Portogallo
- Espanyol
- Montreux
- Royal Antwerp

## Svolgimento del torneo

### Risultati
| Montreux 6 aprile 1950 | Germania Ovest | 1 – 6 | Portogallo |  |

| Montreux 6 aprile 1950 | Montreux | 7 – 0 | Germania Ovest |  |

| Montreux 6 aprile 1950 | Royal Antwerp | 5 – 2 | Francia |  |

| Montreux 6 aprile 1950 | Espanyol | 5 – 2 | Italia B |  |

| Montreux 7 aprile 1950 | Montreux | 5 – 1 | Espanyol |  |

| Montreux 7 aprile 1950 | Royal Antwerp | 2 – 4 | Italia B |  |

| Montreux 7 aprile 1950 | Francia | 1 – 5 | Inghilterra |  |

| Montreux 7 aprile 1950 | Montreux | 3 – 6 | Royal Antwerp |  |

| Montreux 7 aprile 1950 | Espanyol | 2 – 4 | Portogallo |  |

| Montreux 7 aprile 1950 | Germania Ovest | 3 – 5 | Francia |  |

| Montreux 7 aprile 1950 | Inghilterra | 3 – 0 | Italia B |  |

| Montreux 8 aprile 1950 | Montreux | 2 – 3 | Italia B |  |

| Montreux 8 aprile 1950 | Francia | 0 – 3 | Portogallo |  |

| Montreux 8 aprile 1950 | Germania Ovest | 1 – 9 | Espanyol |  |

| Montreux 8 aprile 1950 | Royal Antwerp | 1 – 6 | Inghilterra |  |

| Montreux 9 aprile 1950 | Montreux | 5 – 3 | Francia |  |

| Montreux 9 aprile 1950 | Royal Antwerp | 1 – 7 | Portogallo |  |

| Montreux 9 aprile 1950 | Royal Antwerp | 6 – 3 | Germania Ovest |  |

| Montreux 9 aprile 1950 | Inghilterra | 5 – 3 | Espanyol |  |

| Montreux 9 aprile 1950 | Inghilterra | 8 – 4 | Montreux |  |

| Montreux 9 aprile 1950 | Francia | 1 – 3 | Espanyol |  |

| Montreux 9 aprile 1950 | Germania Ovest | 1 – 5 | Italia B |  |

| Montreux 9 aprile 1950 | Portogallo | 5 – 1 | Italia B |  |

| Montreux 10 aprile 1950 | Francia | 5 – 4 | Italia B |  |

| Montreux 10 aprile 1950 | Germania Ovest | 3 – 6 | Inghilterra |  |

| Montreux 10 aprile 1950 | Portogallo | 4 – 2 | Montreux |  |

| Montreux 10 aprile 1950 | Royal Antwerp | 0 – 7 | Espanyol |  |

| Montreux 10 aprile 1950 | Portogallo | 0 – 1 | Inghilterra |  |

### Classifica
|    | Squadra        | PT | G | V | N | P | GF | GS | Diff. |
| -- | -------------- | -- | - | - | - | - | -- | -- | ----- |
| 1. | Inghilterra    | 21 | 7 | 7 | 0 | 0 | 34 | 12 | +22   |
| 2. | Portogallo     | 19 | 7 | 6 | 0 | 1 | 29 | 8  | +21   |
| 3. | Italia B       | 15 | 7 | 4 | 0 | 3 | 21 | 20 | +1    |
| 4. | Espanyol       | 13 | 7 | 3 | 0 | 4 | 27 | 20 | +7    |
| 5. | Montreux       | 13 | 7 | 3 | 0 | 4 | 28 | 25 | +3    |
| 6. | Royal Antwerp  | 13 | 7 | 3 | 0 | 4 | 21 | 32 | -11   |
| 7. | Francia        | 11 | 7 | 2 | 0 | 5 | 17 | 28 | -11   |
| 8. | Germania Ovest | 7  | 7 | 0 | 0 | 7 | 12 | 44 | -32   |

## Campioni
| Vincitore Coppa delle Nazioni 1950 |
| ---------------------------------- |
| Inghilterra 8º titolo              |